# Сёч, Бернадетт
Бернадетт Синтия Сёч (рум. Bernadette Szőcs, род. 5 марта 1995, Тыргу-Муреш) — румынский игрок в настольный теннис. Серебряный призер Чемпионата мира 2025 года, серебряный призер Чемпионата Европы 2024 года в одиночном и парном разрядах. В 2024 году по рейтингу ITTF являлась сильнейшим женским игроком в настольный теннис из Европы.
Чемпионка Европы в составе команды в 2017 и 2019 годах. Победитель Топ-16 Европы в 2018 году индивидуально и в паре. Чемпион Европейских игр 2023 года. В 2022 году она стала чемпионкой Европы в парном разряде. В 2024 году входит в Топ 8 сильнейших женских игроков в настольный теннис по рейтингу ITTF. С 2019 года занимает первое место в рейтинге Европейского союза настольного тенниса.

## Спортивная карьера
В сентябре 2011 года заняла первое место на мировом чемпионате юниоров в Аргентине.
В июле 2012 года она финишировала пятой на чемпионате мира среди юниоров ITTF.
В августе 2019 года заняла 14 место в рейтинге Международной ассоциации настольного тенниса и 1 место в рейтинге Европейского союза настольного тенниса.
В 2021 году она дошла до четвертьфинала в смешанном парном разряде на Олимпийских играх в Токио

## Основные достижения[5]
- Чемпионка Европы: 2017 (командный разряд), 2019 (командный разряд), 2022 (парный разряд);
- Победительница Europe Top-16: 2018 (одиночный разряд);
- Чемпионка Европейских игр: 2023 (одиночный разряд), 2023 (командный разряд);
- Серебряный призер чемпионата Европы: 2011 (командный разряд), 2013 (командный разряд), 2015 (командный разряд), 2022 (смешанный разряд);
- Серебряный призер Европейских игр: 2019 (смешанный разряд), 2019 (командный разряд);
- Серебряный призер Europe Top-16: 2019 (одиночный разряд);
- Бронзовый призер чемпионата Европы: 2012 (смешанный разряд), 2016 (смешанный разряд);
- Бронзовый призер Универсиады: 2015 (одиночный разряд);
- Бронзовый призер Europe Top-16: 2021 (одиночный разряд), 2022 (одиночный разряд);
- Бронзовый призер Европейских игр: 2023 (смешанный разряд);
- Cеребряный призер Чемпионата Европы 2024 года (одиночный разряд);
- Cеребряный призер Чемпионата Европы 2024 года (парный разряд);
- Серебряный призер Чемпионата мира 2025 года (одиночный разряд).